# Polypodium deliculatum
Polypodium deliculatum là một loài dương xỉ trong họ Polypodiaceae. Loài này được M.Martens & Galeotti mô tả khoa học đầu tiên năm 1842.
Danh pháp khoa học của loài này chưa được làm sáng tỏ. 